# Antisabia juliae
Antisabia juliae is een slakkensoort uit de familie van de Hipponicidae. De wetenschappelijke naam van de soort is voor het eerst geldig gepubliceerd in 1997 door Poulicek, Bussers & Vandewalle.